# Любашівська загальноосвітня школа І—ІІІ ступенів — ліцей
Любашівський ліцей №1 — середній навчальний заклад зі статусом навчально-виховного комплексу (НВК), що розташований у смт Любашівка (колишній райцентр Одеської області).

## Основні дати
- 1929 рік — на території колишнього панського маєтку Любинських (місцевість Софіївка) відкрилася семирічна школа.[1]
- 1935 рік — перетворення на середню школу.
- 1944 рік — після звільнення від окупантів школа поновлює свою роботу.
- 1954 рік — школа одержує назву «Любашівська середня школа № 1» (на базі неповносередньої школи створюється СШ № 2).
- Протягом майже 30 років школа має ім'я Героя Радянського Союзу К. М. Волощука.
- 2004 рік — школа перетворюється в НВК "Любашівська загальноосвітня школа І—ІІІ ступенів — ліцей".
- 2022 рік — школа перетворюється в "Любашівський ліцей №1".

## Відомі випускники
- Герой Радянського Союзу К.  М. Волощук (1916—1945)[2]
- Повний кавалер Ордену Слави О. Т. Лященко.[3]